# 达道湾街道
达道湾镇，是中华人民共和国辽宁省鞍山市铁西区下辖的一个乡镇级行政单位。

## 行政区划
达道湾镇下辖以下地区：
衡业社区、达道湾村、东台村、城昂堡村、郎家厂村、烟狼寨村、红旗堡村、晟新朝鲜族村、小营盘村、大营盘村、李三台子村、鲜明朝鲜族村、宋三台子村、邢阳气村、振丰朝鲜族村、吴三村和大郑台村。